# Capri (Salvatore Balsamo)
Capri è un dipinto di Salvatore Balsamo. Eseguito probabilmente verso il 1920, appartiene alle collezioni d'arte della Fondazione Cariplo.

## Descrizione
Si tratta di una marina di difficile datazione, dipinta con grande immediatezza e piglio bozzettistico e dalla buona qualità luministica e coloristica.